# 新井悦二
新井 悅二（あらい えつじ、1957年9月4日 - ）は、日本の政治家。元衆議院議員（1期）。
兄は元深谷市長の新井家光。

## 経歴
埼玉県深谷市出身。城西大学付属川越高等学校、神奈川歯科大学歯学部卒業。歯科医師免許取得。2003年に埼玉県議会議員当選。
2005年9月11日の第44回衆議院議員総選挙に埼玉11区に自由民主党公認で出馬で小泉龍司を破り初当選。郵政民営化関連法案の採決で造反して反対票を投じ、無所属で出馬した小泉に対する刺客候補であった。
初当選後、衆議院厚生労働委員会に所属。第165回国会において新たに日本国憲法に関する調査特別委員会委員に就任。学校法人葵学園、埼玉医療福祉専門学校の理事長も務める。
2009年8月30日の第45回衆議院議員総選挙では前回下した小泉に敗れ落選。

## 所属していた団体・議員連盟
- 自民党動物愛護管理推進議員連盟
- 83会